# Підводна археологія
Підводна археологія — галузь археології, пов'язана з вивченням морських історичних матеріалів. На початковому етапі розвитку — вважається допоміжним засобом археології, що має справу з артефактами у іншому (вологому) середовищі (болота, прісноводні водойми, море). Запізнілий розвиток цієї галузі пояснюється важкодоступністю потенційних місць розкопок та тому що в основному галузь підводної археології покладається на засоби та вміння вироблені рятувальниками впродовж століть. У результаті, підводна археологія мала певні проблеми на шляху становлення повноцінною галуззю археології. Ситуація докорінно змінилася коли вищі навчальні заклади ввели даний предмет в навчальну систему, а теоретична база цієї субдисципліни міцно закріпилась практикою. Набувши всесвітнього визнання наприкінці 1980-х на сьогоднішній день підводна археологія налічує багато відгалужень, однією з котрих є морська археологія — галузь що вивчає діяльність людини пов'язану з морською стихією, лиманами та річками. Знахідками морської археології є фізичні об'єкти котрі знаходять на морському чи річковому дні на поверхні або похованими під мулом. Останнім часом широкого визнання набули такі напрямки археології та підводної археології як: вивчення затонулих кораблів часів Другої Світової Війни та авіаційна археологія.
Часто, хоч і помилково, підводну археологію пов'язують лише з дослідженням затонулих кораблів. Зміна рівня моря через локальну сейсмічну активність, наприклад через землетруси що знищили Порт-Рояль та Александрію чи через інші поширені кліматичні зміни на континентальній шкалі показують що деякі місця людських стоянок затонули. Оскільки наприкінці останнього Льодовикового періоду Північне море було великою рівниною, мандрівники випадково знаходять антропологічні залишки та залишки тварин, наприклад мамонтів. Також, оскільки в давні часи людські поселення часто розташовувались поблизу водоймищ, іноді залишки збудованих ними підводних конструкцій (мостів, пристаней) залишаються навіть коли всі сліди на суші зникли. Отже, підводна археологія покриває широкий діапазон місць розкопок: напівзатонулі корінні місця поселень людей або їхні тимчасові стоянки що частково опинилися під водою через підняття рівня моря; свердловини чи місця катастроф; залишки структур створених під водою (мости, пристані); інші структури; місця для відходів будь-якого типу, в тому числі сміттєвих, що опинилися під водою.
Підводна археологія часто є допоміжною для наземних археологічних розкопок оскільки вони тісно поєднані багатьма спільними чинниками: географічними, соціальними, політичними, економічними та іншими. Тому вивчення вибраного місця розкопок може охоплювати багато дисциплін, вимагати широкопрофільного підходу та оцінки багатьох спеціалістів зі сфер доісторичної археології, археології сучасної, морської археології та антропології.

## Конвенція ЮНЕСКО
Всі залишки підводної діяльності людини сторічної давності і старіше знаходяться під захистом Конвенції ЮНЕСКО «Про захист підводного культурного насліддя». Дана конвенція має на меті перешкодити втраті або знищенню історичних та культурних пам'яток, та запобігти мародерству. Вона допомагає державам-учасницям, в рамках міжнародного права, захистити пам'ятки культури що знаходяться під водою.

## Проблематика
Місця підводних розкопок значно більш важкодоступні та небезпечні у порівнянні з наземними, не згадуючи вже про те що без вмінь пірнальника та спеціального обладнання не обійтись. Також варто зауважити що глибина та час на котрий пірнальники можуть зануритись під воду обмежені. Для проведення розкопок в особливо глибоких місцях не обійтись без субмарин та обладнання з віддаленим керуванням.
Для проведення морських розкопок не обійтись без робочої платформи (човна чи корабля), тому берегова діяльність в таких випадках явище поширене. Проте найбільшою проблемою для підводної археології залишається логістика. Робоча платформа має бути оснащеною усім необхідним для проведення розкопок: балонами з повітрям, медичним відсіком з усім обладнанням та медикаментами, обладнанням для віддаленого керування зондами та обробки інформації, відсіком для зберігання інших припасів, камерами схову для викопних об'єктів, відсіками для персоналу, тощо. Певне обладнання що використовується в підводній археології, в тому числі земснаряди та повітряні ліфти, є небезпечним та важким для транспортування. Крім того, викопним роботам часто стають на заваді складні погодні умови або берегові течії, тому час для пошуків обмежений. Деякі мешканці водяної стихії теж становлять потенційну загрозу для життя пірнальника.
Підводні місця часто нестабільні оскільки знаходяться під впливом течій, хвиль, штормів та припливів/відпливів, тому деякі структури чи їх залишки можуть бути засипаними осадом. З часом ці структури, знаходячись під водою, піддаються ерозії, ламаються та дробляться. Динамічна природа підводного середовища гарантовано знищить органіку, навіть уламки кораблів можуть бути поїдженими морськими мешканцями такими як молюски. На додачу, деякі підводні місця можуть бути хімічно активними, що в результаті може трансформувати металеві уламки в тверді кам'яні об'єкти. В таких випадках металеву оболонку можна легко злущити, тому підводні артефакти потребують особливого догляду.
Видимість під водою де-факто значно гірша ніж на суші, через мул що не осів може погіршуватись не дозволяючи сонячним променям освітлювати середовище. Тому більшість орієнтувальних технік що використовуються в наземній археології просто не будуть ефективними.

## Об'єкти підводної археології
Об'єктами морської (взагалі — підводної) археології є — картини, барельєфи, гравюри, літографії, світлини, різні описи, а серед завдань — також піднімання затоплених об'єктів (кораблів та їх частин, побутових речей, творів мистецтва з довготривалих матеріалів, архітектурних фрагментів, різноманітних машин і механізмів — від годинників до літаків). Морська археологія займається аналізом та розробкою цих методик.
На основі вивчення корабельної техніки різних епох (кораблебудування, артилерія тощо) створюються креслення, рисунки та описи кораблів для їх подальшої реставрації.
При реконструкції зображень старовинних кораблів морський археолог повинен бути обізнаним з напрямами декоративного мистецтва, характерними для тієї чи іншої історичної епохи, що зумовлено великою символічністю мистецтва оздоблення кораблів у старовину: оздоблення різьбою, скульптурою, декоративним орнаментом тощо.

## Історичні дані
Спроби піднімати речі, занурені у воду, характерні для народів, що мешкають на берегах річок та морів в різних географічних регіонах з сивої давнини. Відомі зображення часів античності, коли пірнальники піднімали з невеликих глибин мушлі, коралі, полювали на морських тварин. Це широко вживаний засіб отримання морських губок чи морських перлів.
Пограбування затонулих на малих глибинах човнів і вітрильників приймало в деяких місцевостях характер промислу.
В Японії, де життя і харчування тісно пов'язані з морем, професія дівчат — пірнальниць за перлами та водоростями «дожила» до 20 століття.
В середньовічній Венеції існувала характерна для морської держави традиція заручин дожа з морем. На святково прикрашеній галері дожа вивозили на мілку воду, і він кидав у море золоту каблучку. Пірнальники змагалися між собою на швидкість знайти кинуту обручку і урочисто піднести її дожу вже наново. Це і була церемонія заручин, що збирала натовп венеційців.
В СРСР засновником підводної археології вважають науковця Орбелі Рубена Абгаровича (1880—1943). Співпрацівники Р. Орбелі — професори Блаватський В. Д., Кошеленко Г. А., Гриневич К. Е..
Полегшення в пірнанні принесло і винайдення французом Жаком-Івом Кусто акваланга. Згодом до досліджень озерного чи морського дна залучили водолазів, наукові човни, роботи, батискафи тощо.
В Україні провідною науковою установою в сфері підводної археології є Департамент підводної спадщини Інституту археології НАН України.

## Успіхи підводної археології

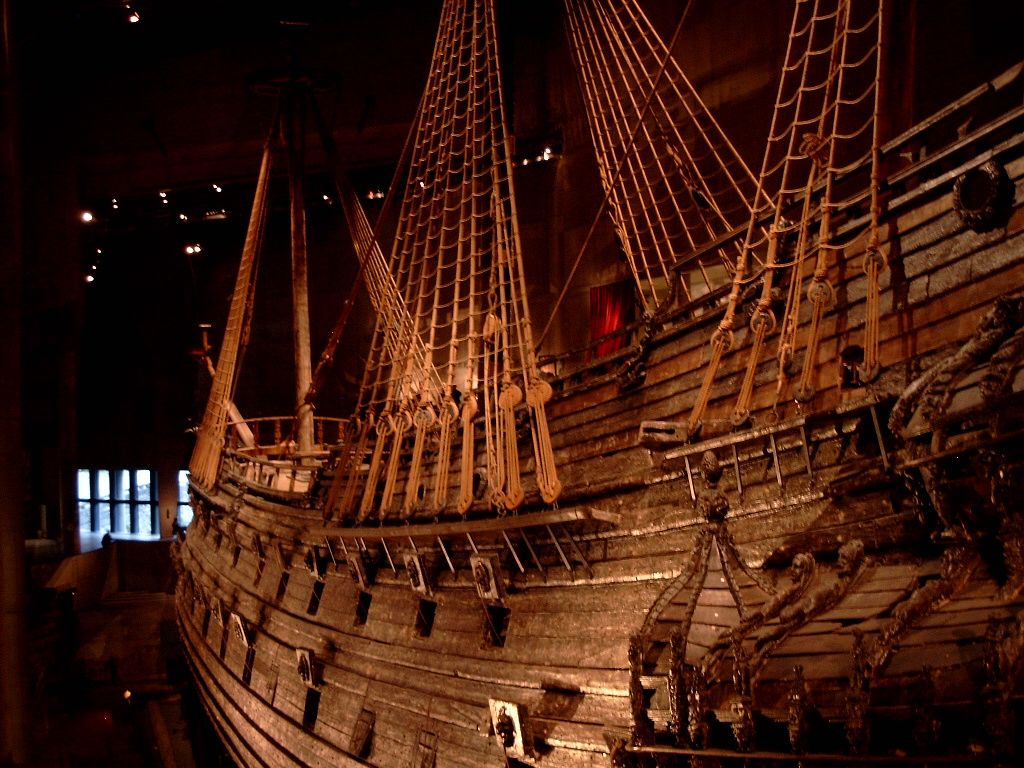
«Ваза», дерев'яний військовий вітрильник 17 ст., піднятий з моря, Стокгольм, Швеція.

Удосконалення технічних пристроїв для підводної археології значно поліпшило можливості досліджень дна на більших глибинах, ніж раніше. Серед успіхів і вдалих знахідок 20 століття —
- Антикітерський ефеб
- Ваза (вітрильник), дерев'яний військовий вітрильник 17 ст., піднятий з моря, Стокгольм, Швеція.
- Вояки з Ріаче (бронзові скульптури Стародавньої Греції)
- Антикітерський механізм
- Зевс з Артемісіона
- затоплені морем споруди і скульптури античної Александрії
- безліч античної кераміки та амфор.

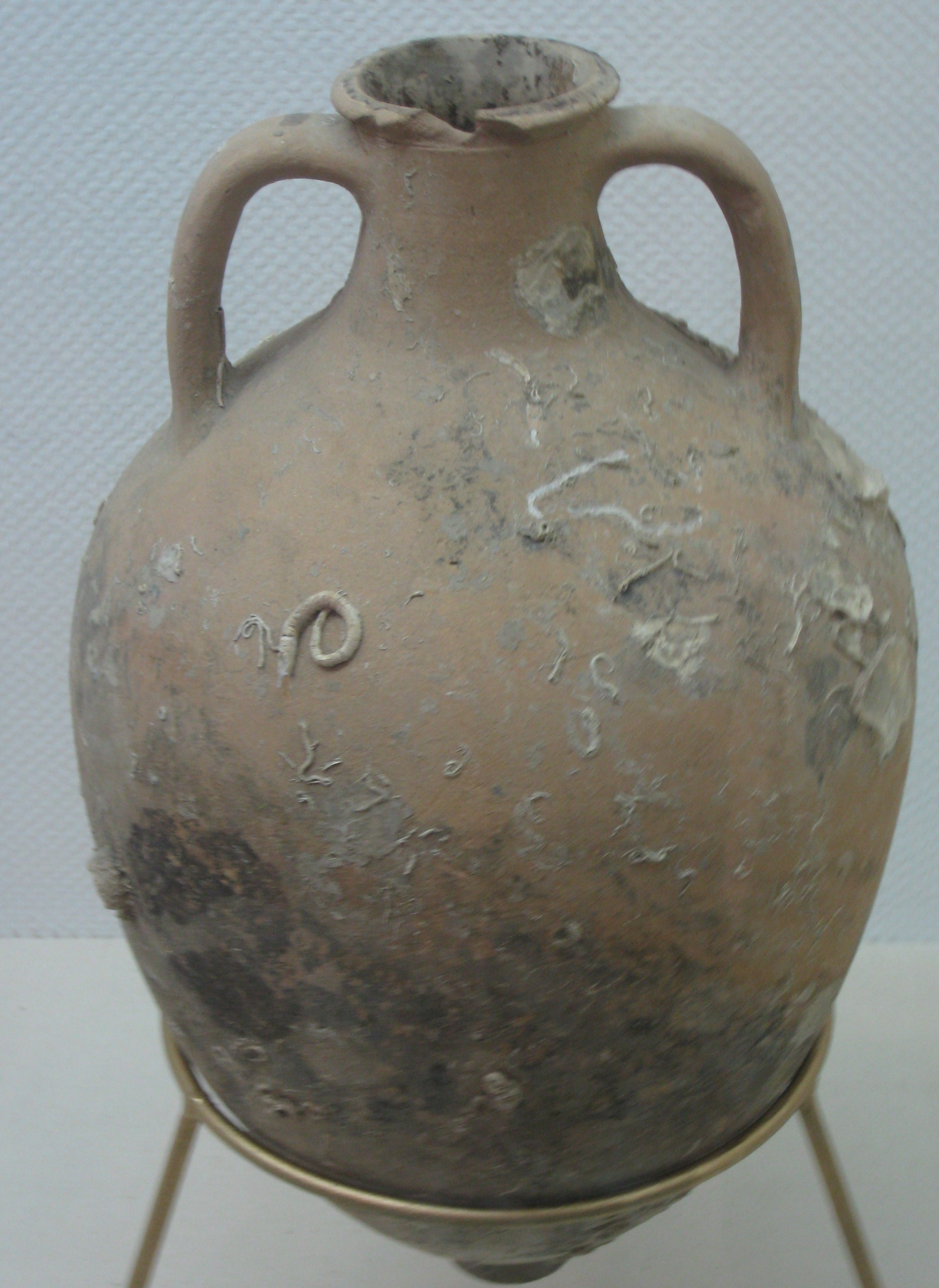
амфора з морського дна
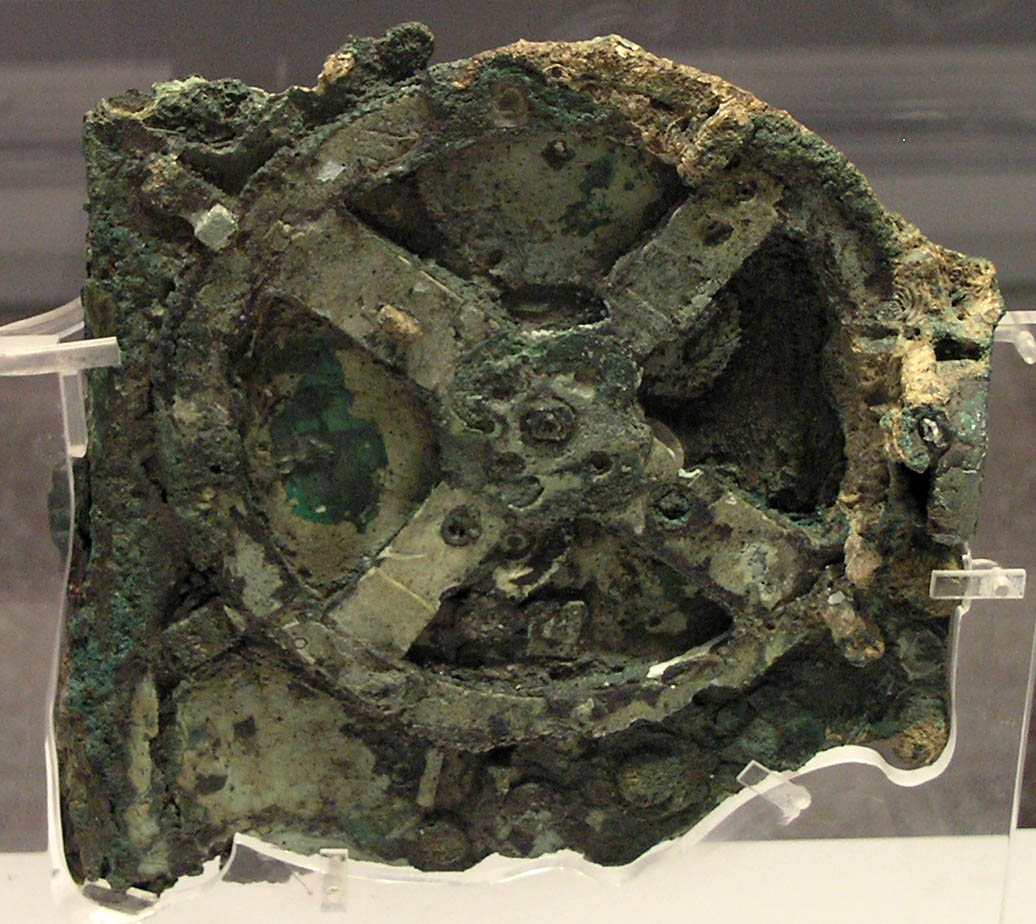
Антикітерський механізм
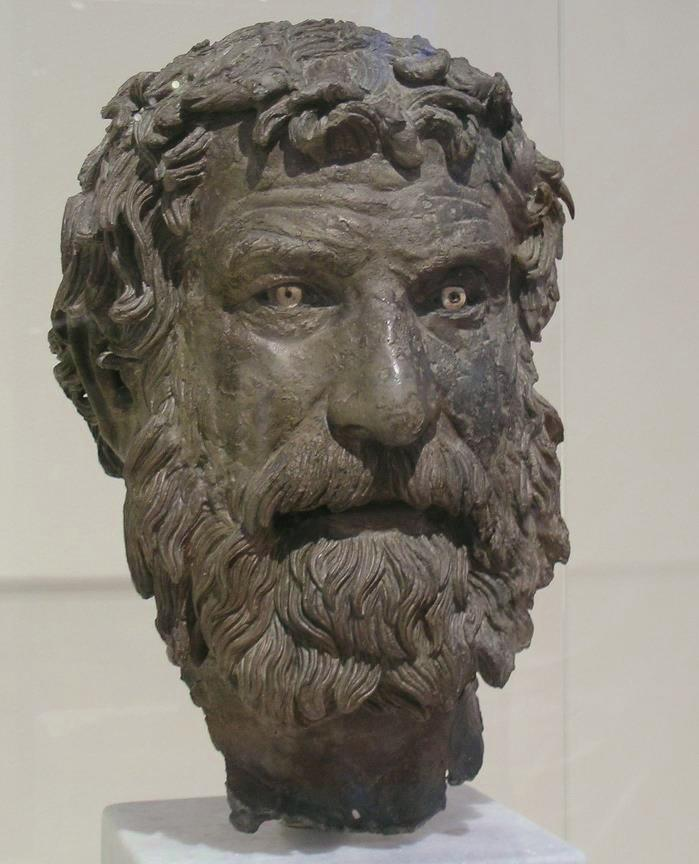
Голова філософа з Антикітерського човна, бронза
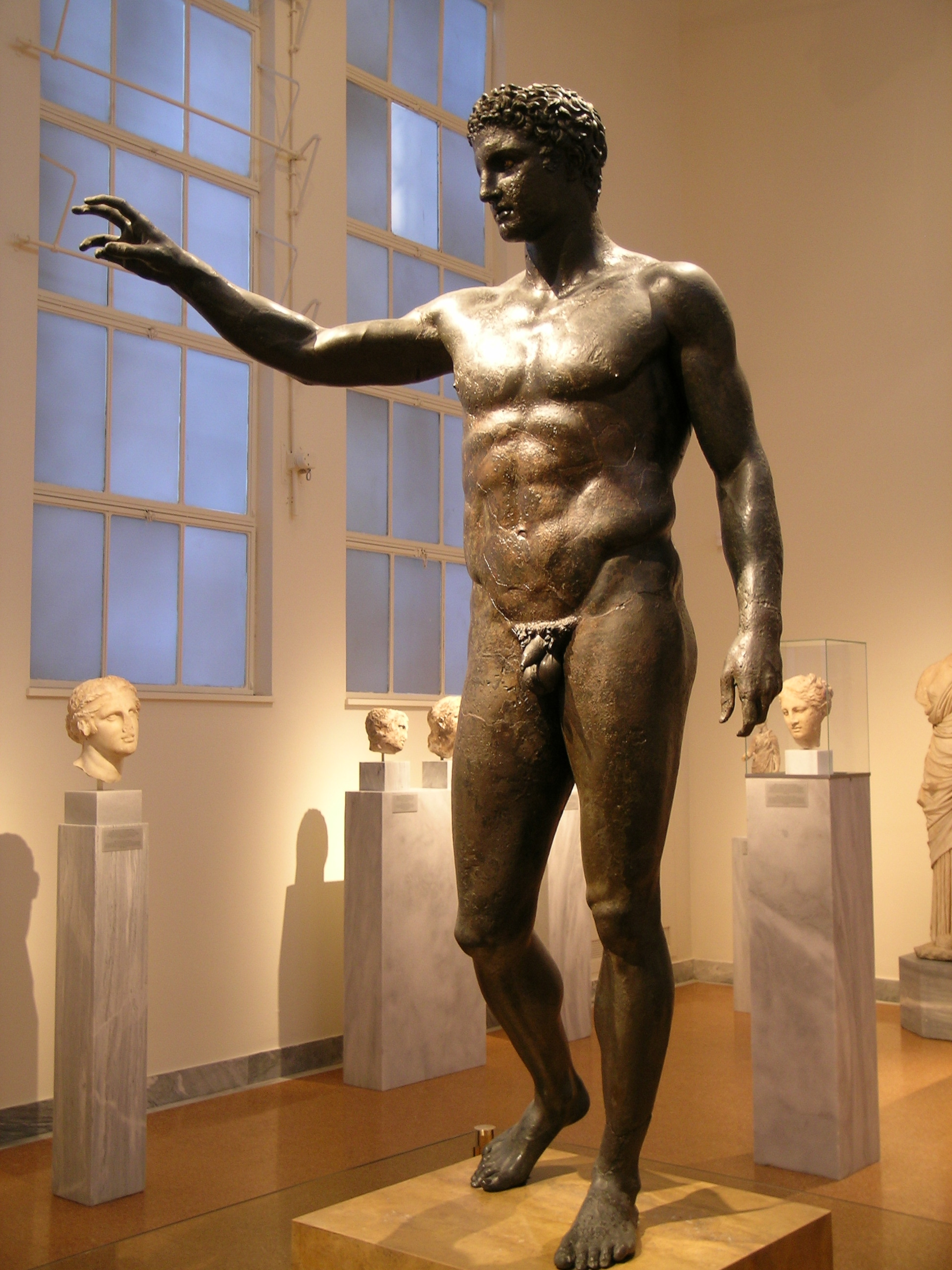
Антикітерський ефеб

## Відновлення авторитетів

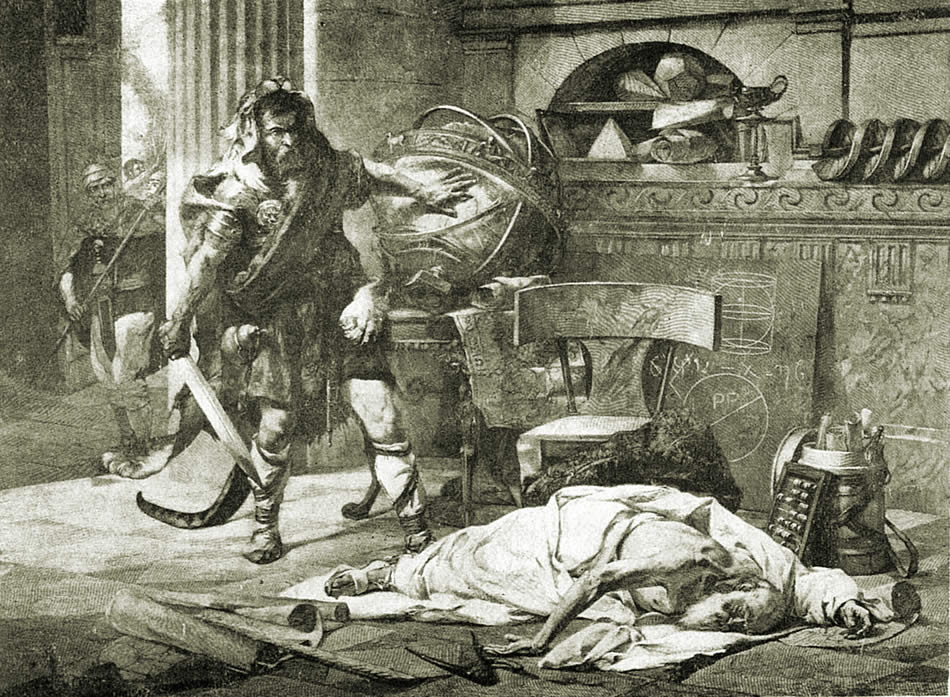
Гравер Едуар Вімон. «Смерть Архімеда».

Підводна археологія не тільки збільшує кількість артефактів чи унікальних творів мистецтва, а й підносить нові загадки і відновлює авторитети. Лише у 1950 рр. розпочалося детальне дослідження антикітерського механізму, що знайшли у морі в 1902 р., а археолог Валеріос Стаїс (Valerios Stais) почав його перше вивчення. Невеличкий пристрій, виготовлений з бронзи, дивував тим більше, чим довше його вивчали. Допомогли і прочитані написи, виявлені на поверхнях механізму . Але кількість тексту збільшилась зі збільшенням досліджень. Окрім астрономічних обчислень механізм давав можливість розраховувати дати Панеллінських ігор, серед яких найвідоміші Олімпійські ігри. Тобто механізм мав і сакральне значення. Додаткові тексти допоміг прочитати метод тривимірного сканування.
Логічно постало питання, хто міг бути автором пристрою. За перехресними методами датування та з урахуванням монет з антикітерського човна вийшли на століття, наближені до життя Архімеда. Але вірогідним є припущення, що антикітерський механізм створив не Архімед, а талановитий науковець з його оточення. Або інший науковець. Серед головних претендентів на авторство — давньогрецький філософ Посидоній з острову Родос, який також уславився тоді як центр астрономічної та інженерної науки. Так науковий авторитет Посидонія був відновлений з допомогою підводної археології.